# Acranthera abbreviata
Acranthera abbreviata är en måreväxtart som beskrevs av Theodoric Valeton. Acranthera abbreviata ingår i släktet Acranthera och familjen måreväxter. Inga underarter finns listade i Catalogue of Life.